# سوزان اتكينز
سوزان دينيس اتكينز (7 مايو، 1948 - 24 سبتمبر 2009) (بالإنجليزية: Susan Atkins)‏ هي أمريكية مدانة بجريمة قاتلة وكانت عضوا في «عائلة مانسون» بقيادة تشارلز مانسون.

## وصلات خارجية
- سوزان اتكينز على موقع IMDb (الإنجليزية)
- سوزان اتكينز على موقع إن إن دي بي (الإنجليزية)

- موقع سوزان اتكينز